# Città di Napoli (croiseur auxiliaire)
Le Città di Napoli était un croiseur auxiliaire de la Marine royale italienne (en italien : Regia Marina), anciennement un navire à passagers italien.

## Histoire de service

### Avant laSeconde Guerre mondiale
Construit entre 1929 et 1930 au chantier naval Tirreno de Riva Trigoso, conçu par l'ingénieur Giuseppe Loiacono pour la Florio Società Italiana di Navigazione, basée à Rome,, en même temps que son navire-jumeau (sister ship) Città di Tunisi, le navire est à l'origine un navire à moteur pour passagers de 5 418,12 tonneaux de jauge brute et 2 922,25 tonneaux de jauge nette, 119,2 mètres de longueur entre perpendiculaires et 125,16 mètres hors tout et 15,53 mètres de large, propulsé par deux moteurs diesel Tosi d'une puissance de 9 000 ch sur deux hélices qui permettent une bonne vitesse de croisière (pour un navire marchand à moteur) de 17 nœuds (31 km/h), avec une vitesse maximale de 18,6 nœuds (34,5 km/h) (même si lors des essais 18,925 nœuds (35 km/h) ont été atteints),,. La coque, en acier, comporte trois ponts et autant de rangées de poutres. Elle est divisée par onze cloisons étanches. Après l'achèvement, le navire est enregistré, avec le numéro d'immatriculation 151, au Compartimento Marittimo de Palerme,, étant destiné à la ligne rapide Naples-Palerme-Tunis-Tripoli.
Les premiers capitaines du navire sont le capitaine Rallo (de 1930-1931 à 1933) et G. Di Janni (à partir de 1933). Le 22 mars 1930, le Città di Napoli reçoit la visite du ministre des Communications Costanzo Ciano. À l'arrivée au môle Pisacane, où le navire à moteur est amarré, Ciano, accompagné du chef d'état-major Minale et de l'administrateur délégué de la Florio, l'ingénieur commandeur Linch, est accueilli sur la barge du Città di Napoli par le président de la Florio, l'amiral Cito-Filomarino, le directeur général de la compagnie, l'ingénieur Giuseppe Loiacono, le directeur du bureau local, le chevalier Grita et le capitaine Rallo. Une fois les autorités embarquées, le navire à moteur, tout en recevant la visite du ministre Ciano, effectue une courte croisière dans le golfe de Naples (en contournant Castellammare di Stabia, Sorrento et Capri et en revenant à Naples à 14h30), montrant de bonnes caractéristiques de stabilité.
En mai 1930, le Città di Napoli quitte sa ville éponyme et transporte le légat apostolique , le cardinal Alexis-Henri-Marie Lépicier, en Tunisie, en route pour le Congrès eucharistique de Carthage.
En mars 1932, la Florio fusionne avec la "Compagnia Italiana Transatlantica" (CITRA) pour former la "Tirrenia Flotte Riunite Florio-Citra", qui, le 21 décembre 1936, après l'union avec d'autres compagnies mineures, forme la "Tirrenia Società Anonima di Navigazione". Le Città di Napoli suit les changements intervenus dans les compagnies maritimes.
En 1938, le navire à moteur fait partie, avec trois autres navires de Tirrenia (Città di Savona, Città di Bastia et Olbia) et d'autres navires marchands, d'un convoi qui transporte des colons en Libye.

### Après la seconde guerre mondiale
Le 10 juillet 1940, un mois après l'entrée de l'Italie dans la Seconde Guerre mondiale, le Città di Napoli est réquisitionné par la Regia Marina et inscrit sur la liste des navires auxiliaires de l'État en tant que croiseur auxiliaire, avec le numéro d'immatriculation D 1. Armé de quatre canons de 120/45 mm, de deux canons Breda Model 1935 de 20/65 mm et d'autant de mitrailleuses Breda Model 1931 de 13,2 mm, le navire est principalement affecté à des tâches d'escorte de convois ainsi qu'au transport de troupes et de ravitaillement.
Le 29 juillet 1940, dans le cadre de l'opération de trafic "Trasporto Veloce Lento", le Città di Napoli quitte Naples à destination de Benghazi avec le croiseur auxiliaire Città di Palermo  et le Marco Polo. L'escorte directe est constituée du XIIIe escadron de torpilleurs (Centauro, Circe, Climene et Clio), relayés à Messine par le Ier escadron de torpilleurs (Alcione, Aretusa, Airone et Ariel), tandis que les principales unités font office d'escorte indirecte pour ce convoi et le deuxième convoi en mer dans le cadre de l'opération « TVL ». Les navires atteignent leur destination le 31 juillet.
Dans la matinée du 9 juillet 1941, le Città di Napoli s'échoue près de Roccella Ionica, pouvant être ultérieurement dégagé.
Le 14 novembre 1941, pendant une période particulièrement difficile de la bataille des convois, le Città di Napoli (chargé de 130 tonnes de provisions et de matériel, ainsi que de 697 militaires) et un autre croiseur auxiliaire, le Città di Genova (transportant 562 militaires, 104 tonnes de provisions et 60 tonnes d'autres fournitures), partent de Tarente avec l'escorte des destroyers Pigafetta et da Verrazzano. Ils arrivent sains et saufs à Benghazi deux jours plus tard
Le 28 mars 1942, à une heure de l'après-midi, le croiseur auxiliaire, sous le commandement du capitaine de frégate (capitano di fregata) Ciani, quitte Patras pour escorter vers Bari, avec les vieux torpilleurs Bassini, Mosto et Castelfidardo, un convoi composé des transports de troupes Italia, Piemonte, Francesco Crispi, Aventino , Viminale et Galilea,,,. Peu après le passage de San Nicolò d'Ithaque, par une mer calme, sans vent et un ciel couvert (mais le temps doit se dégrader en fin de soirée), l'escorte est rejointe par le destroyer Sebenico et quelques dragueurs de mines (selon d'autres sources, le Sebenico et aussi un quatrième torpilleur, le San Martino, quitte Patras avec le reste du convoi, qui n'est initialement composé que des transports Crispi, Galilea et Viminale, auxquels s'ajoutent, à partir de Patras, les vapeurs Piemonte, Ardenza et Italia), tandis qu'un avion de reconnaissance survole la zone, restant à proximité jusqu'au coucher du soleil. À 18h30, ils passent le cap Dukato (îles Ioniennes) alors que le temps se dégrade rapidement, et à 19h12, le convoi est disposé en deux rangées (avec le Galilea et le Viminale en tête respectivement à bâbord et à tribord, espacés d'environ 600 mètres) flanquées de torpilleurs. Le Città di Napoli prend la tête, avançant en zigzag. En fin de soirée, le convoi est repéré par le sous-marin britannique HMS Proteus (N29) qui, entre 22h45 et 22h50, torpille le Galilea. Le seul navire restant pour porter secours au navire sinistré est le Mosto, tandis que le reste du convoi continue vers Bari, où il arrive le lendemain. Après cinq heures d'agonie, entre 3h40 et 3h50 du matin du 29 mars, le Galilea coule à la position géographique de 39° 03′ N, 20° 06′ E. Dans la catastrophe, 995 hommes disparaissent, contre 319 survivants. L'escorte croit à tort avoir endommagé un sous-marin.
Le 11 mai 1942, le Città di Napoli est retiré du rôle de la Marine auxiliaire d'État mais reste réquisitionné.
Dans la période comprise entre le 12 et le 16 novembre 1942, le Città di Napoli, avec le Città di Tunisi, le cargo moderne Caterina Costa, les vapeurs Savigliano, Labor et Menes et les destroyers de l'escadre "Maestrale", participent au transport vers la Tunisie de 3 682 hommes, 2 827 tonnes de fournitures et de carburant et 450 véhicules.
A huit heures du soir du 16 novembre 1942, l'unité quitte Bizerte escortée par le torpilleur Clio, arrivant indemne à Palerme à 10h30 le lendemain, après avoir évité une attaque, à 7h30 le 17, par un sous-marin resté inconnu, au large du Cap San Vito Siculo.
Le 26 novembre, le navire, avec le Città di Tunisi (les deux navires forment le convoi "G"), quitte Palerme pour Bizerte avec l'escorte des destroyers Mitragliere, Folgore et Corazziere et du torpilleur Climene. Pendant la navigation, dans la nuit du 26 au 27, le convoi "G" croise le convoi "LL" (les vapeurs Zenobia Martini et Giuseppe Leva et des unités d'escorte), qui revient de Tripoli à Palerme. À la suite d'une mauvaise manœuvre du torpilleur Circe', qui se déplace dans l'obscurité, en tant qu'unité d'escorte, à l'arrière du convoi "LL", le Città di Tunisi éperonne et coule le torpilleur, avec la mort de 66 hommes, tandis que 99 sont récupérés par le Folgore.
Arrivé à Bizerte, le Città di Napoli, alors qu'il est amarré dans le port tunisien, est touché lors d'un bombardement aérien, causant des dommages et un incendie à l'avant. Le 28 novembre, à 14h15, le Città di Napoli quitte Bizerte pour retourner à Palerme, escorté par les destroyers Folgore et Maestrale et par le torpilleur moderne Animoso. À 22h40, au nord du Cap San Vito Siculo, le navire à moteur est secoué par une violente explosion à l'avant : irrémédiablement endommagé, l'unité coule après quarante (selon d'autres sources cinquante) minutes, vers 23h20, à la position géographique de 38° 13′ N, 12° 20′ E (ou 38° 13′ N, 12° 29′ E), au large des îles Égades. Les unités d'escorte croient d'abord que le Città di Napoli a été torpillé par un sous-marin, mais, après avoir cherché sans succès des unités sous-marines avec leur échogoniomètre, il est admis que le navire à moteur a heurté une mine. Les survivants du navire sont récupérés par le Folgore et le Maestrale.
La perte du Città di Napoli représente la première perte de la bataille des convois pour la Tunisie.

## Sources
- (it) Cet article est partiellement ou en totalité issu de l’article de Wikipédia en italien intitulé « Città di Napoli » (voir la liste des auteurs).